# Axel Prasuhn
Axel Prasuhn (* 14. Juni 1945 in Bennemühlen bei Hannover) ist ein deutscher Jazzmusiker (Gesang, Saxophon, Flöte).

## Leben und Wirken
Prasuhn wollte bereits als Vierjähriger Opernsänger werden; ab dem siebten Lebensjahr erhielt er eine musikalische Ausbildung. In der Schulzeit wird er Mitglied in einer Beatband. Mit 20 Jahren entdeckt er den Jazz. 1966 bis 1969 studierte er Tiermedizin, bis er das Studium aus musikalischen Gründen abbrach und gleichfalls in Hannover eine Ausbildung zum Musiklehrer absolvierte. Er spielte in verschiedenen Bands, zunächst bei StoreEvil, ab 1973 im Sextett und in der Bigband von Joe Viera. Auch arbeitete er mit Benny Bailey, mit Virginia Williams und ab 1981 mit Richard Wiedamann. Mit Helmut Nieberle war er in Voice & Strings, Booboo’s Jive oder seinem Axel Prasuhn Quartett tätig; weiterhin sang er in Lothar Krists Hannover Big Band und der René Walden Big Band München. Er ist auch auf Schallplatten von Günter Fuhlisch und André Rebstock zu hören.
Als Lehrbeauftragter für Saxophon und Gesang war er ab 1976 in Kassel, Duisburg und Regensburg tätig.

## Diskographische Hinweise
- Joe Viera Sextett Kontraste (Calig 1978, mit Jochen Rose, Martin Schrack, Detlev Beier, Hans Clauss, Gerhard Laber)
- Axel Prasuhn presents: BooBoo’s SoulShack (Peppertone Records 2009)

## Lexikalische Einträge
- Jürgen Wölfer: Jazz in Deutschland. Das Lexikon. Alle Musiker und Plattenfirmen von 1920 bis heute. Hannibal, Höfen 2008, ISBN 978-3-85445-274-4.